# Captivity
Pour les articles homonymes, voir Captivité.
Pour le logiciel, voir Captvty.
Pour plus de détails, voir Fiche technique et Distribution.
Captivity ou Captivité au Québec est un film américano-russe réalisé par Roland Joffé et sorti en 2007.
Le film reçoit des critiques globalement négatives et est un échec au box-office.

## Synopsis
Des centaines de milliers de personnes sont enlevées et disparaissent chaque année. De ce fait, une femme, un célèbre top-modèle, est droguée et capturée par un homme pervers qui la met en cellule et la soumet à un affreux calvaire. Mais un jeune homme est aussi détenu et il tente de se lier avec la captive afin de s'échapper ensemble.

## Fiche technique
- Titre original et français  : Captivity
- Titre québécois : Captivité
- Réalisation : Roland Joffé
- Scénario : Larry Cohen et Joseph Tura
- Musique : Marco Beltrami
- Photographie : Daniel Pearl
- Montage : Richard Nord (en)
- Décors : Addis Gadzhiyev
- Costumes : Jennifer Marlin
- Production : Stephanie Caleb (de), Valery Chumak, Mark Damon, Jill Gatsby, Sergei Konov, Alexandra Mehlman, Gary Mehlman, Leonid Minkovski, Courtney Solomon et Tamara Stuparich de la Barra (de)
- Sociétés de production : Captivity Productions, After Dark Films, Foresight Unlimited, Russian American Movie Company (RAMCO)
- Distribution : TFM Distribution (France), Lionsgate (États-Unis)
- Pays de production :  États-Unis,  Russie
- Format : Couleurs - 2,35:1 - Dolby Digital - 35 mm
- Genre : thriller, gore torture porn
- Durée : 96 minutes
- Dates de sortie : 
  - Russie : 1er mars 2007
  - États-Unis : 13 juillet 2007
  - France : 8 août 2007
  - Belgique : 12 septembre 2007
- Classification[1] :
  - États-Unis : R - Restricted
  - France : interdit aux moins de 16 ans

## Distribution
- Elisha Cuthbert (VF : Caroline Lallau, VQ : Kim Jalabert) : Jennifer Tree
- Daniel Gillies (VQ : Philippe Martin) : Gary Dexter
- Pruitt Taylor Vince (VQ : Guy Nadon) : Ben Dexter
- Michael Harney (VQ : Stéphane Rivard) : l'inspecteur Bettiger
- Laz Alonso (VQ : Pierre Auger) : l'inspecteur Ray Di Santos
- Maggie Damon : l'inspectrice Susan Luden
- Chrysta Olson : Mary D'Abro
- Carl Paoli (en) : la première victime
- Trent Broin : la seconde victime

## Production
Le scénariste Larry Cohen a l'idée du film en découvrant une statistique inquiétante : 850 000 personnes disparaissent chaque année aux États-Unis sans laisser de traces et la plupart n'est jamais retrouvée. Le film est développé avec la société de production russe Ramco, créée en 2002 par Leonid Minkovski et Sergei Konov.
Le tournage a débuté le 31 mai 2005 et s'est déroulé à Glendale, New York et Moscou (notamment aux studios Mosfilm).
Il existe plusieurs montages du film en fonction des pays où il fut distribué. Dans l'une des versions, le personnage du chef policier fut supprimé et l'enquête policière raccourcie.

## Bande originale
- La Marche des prêtres, issu de La Flûte enchantée, composé par Wolfgang Amadeus Mozart, interprété par The Failoni Orchestra, dirigé par Michael Halász (en)
- Paper Doll, interprété par The Mills Brothers
- G & P Reverberi 'Malizie di Venere' (Breakin' Mix), interprété par G & P Reverberi
- Overbite, interprété par Cobalt 45
- In the Giant's Mouth, interprété par Martin Blasick (de)
- Death Trap, interprété par Martin Blasick (de)
- Paper Doll, interprété par Dave Van Norden

## Sortie et accueil

### Promotion et censure
Malgré l'interdiction de la MPAA, une campagne publicitaire jugée trop agressive est lancée aux États-Unis. Quatre affiches sont notamment pointées du doigt. En réponse à cette dernière, la MPAA déclare le 28 mars 2007 qu'elle refuse d'évaluer le film avant le 30 avril, repoussant ainsi la sortie en salle au minimum le 18 mai (sortir le film sans classification aurait eu un impact négatif sur la vente des billets).

### Critique
À sa sortie, le film reçoit des critiques globalement négatives dans la presse. Sur l'agrégateur américain Rotten Tomatoes, il ne récolte que 9% d'opinions favorables pour 78 critiques et une note moyenne de 3,3⁄10. Le consensus suivant résume les critiques compilées par le site : « Manquant de frayeurs ou de perspicacité psychologique, Captivity est une entrée désagréable dans le sous-genre torture porn ». Sur Metacritic, il obtient une note moyenne de 24⁄100 pour 17 critiques.
En France, le film obtient une note moyenne de 1,5⁄5 sur le site AlloCiné, qui recense 12 titres de presse.

### Box-office
| Pays ou région    | Box-office     | Date d'arrêt du box-office | Nombre de semaines |
| ----------------- | -------------- | -------------------------- | ------------------ |
| États-Unis Canada | 2 626 800 $    | 2 août 2007                | 3                  |
| France            | 59 708 entrées |                            | -                  |
| Total mondial     | 10 921 200 $   | -                          | -                  |

## Distinctions
- Nomination au prix de la pire idée pour un film d'horreur, pire réalisateur et pire actrice pour Elisha Cuthbert, lors des Razzie Awards 2007.
- Nomination au prix de la meilleure actrice dans un thriller horrifique pour Elisha Cuthbert, lors des Teen Choice Awards 2007.